# Rutu Modan
Rutu Modan (en hebreo: רותו מודן‎, nacida en 1966) es una editora, historietista e ilustradora israelí, fundadora del colectivo Actus Tragicus y representante del movimiento de la novela gráfica.

## Biografía

### Infancia y juventud
Rutu Modan nació en Tel Hashomer (Israel) en 1966 en el seno de una familia de destacados profesionales sanitarios: Su padre era Baruch Modan, un investigador del cáncer que llegaría a ser director general del Ministerio de Sanidad Israelí en los años 80, mientras que su madre era la epidemióloga Michaela Modan, especializada en el tratamiento de la diabetes. Todos ellos se moverían a Afeka, un barrio al norte de Tel Aviv, cuando la joven Rutu contaba con diez años. Ya entonces, dibujaba sus propias historietas. También su hermana Dana Modan optaría por el mundo del arte, desarrollando una carrera de actriz y escritora.
Después de graduarse con honores en la Academia Bezalel de Arte y Diseño de Jerusalén, dirigió en 1994 la versión hebrea de la revista MAD, junto a Yirmi Pinkus. Cuando ésta cerró al año por falta de ventas, ambos fundaron la editorial independiente Actus Tragicus.
Modan recibió el Premio al mejor artista joven del año en 1997 y el Premio al Mejor libro infantil ilustrado del Departamento para la Juventud de Museo de Israel in 1998. 
Publicó también los relatos The Homecoming y Your Number One Fan en las colecciones Happy End (2002) y How to Love (2007). 
Un par de años antes, en 2005, Rutu Modan había sido elegida como artista revelación por parte de la Fundación para la Excelencia Cultural Israelí.

### Reconocimiento internacional (a partir de 2007)
A principios de 2007, publicó también la novela gráfica Metralla, que trata de las relaciones paterno-filiales partiendo de un atentado contra un autobús israelí producido en junio de 2002. Tal obra significaría su salto a la palestra internacional.
Desde mayo a octubre de 2007, seis historietas de Modan contando su propia vida fueron publicadas en la página web del New York Times en forma de "blog visual", siendo Ishai Mishory su traductor al inglés. Pasa también una temporada en Sheffield (Reino Unido).
Entre el 29 de junio y el 2 de noviembre de 2009, serializó en el New York Times Magazine las 17 entregas de la novela gráfica The Murder of the Terminal Patient. Ya en agosto, había vuelto con su familia a su país natal, instalándose en Tel-Aviv.

## Obras

### Historietas
- "The Romanian Circus", Jetlag, Tel Aviv, Top Shelf Productions, 1999, ISBN 965-90221-0-7
- "The Panty Killer", The Actus Box: Five Graphic Novellas, Top Shelf Productions, 2001, ISBN 978-965-90221-3-7
- "The Homecoming", Happy End, Top Shelf Productions, 2002, ISBN 978-965-90221-4-4
- "Bygone", Flipper vol. 2, Top Shelf Productions, ISBN 965-90221-1-5
- "Energy Blockage", Dead Herring Comics, Top Shelf Productions, 2004, ISBN 978-965-90221-5-1
- "Your Number One Fan", How To Love, Top Shelf Productions, 2007, ISBN 978-965-90221-6-8
- "Metralla", Ediciones Sinsentido, 2006.[2] Publicada poco después como Exit Wounds, Drawn and Quarterly, 2007, ISBN 978-1897299060.[1]
- Mixed Emotions, 2007–, blog visual en el New York Times
- The Murder of the Terminal Patient, 2008, New York Times Magazine.

### Libros infantiles
- Where Is?, escrito por Tamar Bergman, Houghton Mifflin/Walter Lorraine Books 2002, ISBN 978-0-618-09539-1
- Dad Runs Away With The Circus, escrito por Etgar Keret, Cambridge, Candlewick Press, 2004, ISBN 0-7636-2247-8